# Artieda
Artieda o Artieda de Aragón (Artieda o Artieda d'Aragón en aragonés) es una localidad y municipio español de la provincia de Zaragoza, en la comunidad autónoma de Aragón. Perteneciente a la comarca de la Jacetania, cuenta con una población de 86 habitantes (INE 2024).

## Geografía
Situado sobre una colina, a 652 m sobre el nivel del mar, en el valle del río Aragón, en la subcomarca de la Canal de Berdún, junto al embalse de Yesa, a unos 40 km de Jaca, a unos 60 km de Pamplona y a unos 150-160 km de la capital provincial, Zaragoza.
Por carretera se puede acceder desde Jaca y Pamplona por la N-240 y la A-21. También se puede llegar hasta Artieda siguiendo el Camino de Santiago Francés, cuya ruta original parte del puerto del Somport.
Limita al oeste con Mianos, al sur y al este con Los Pintanos y  con Ruesta (Urriés), en la comarca de las Cinco Villas, y con Sigüés que delimita también su frontera norte.
Pertenece a la comarca de la Jacetania y al partido judicial de Ejea de los Caballeros.
El clima de esta zona es el típico de Aragón, mediterráneo continental seco, con la particularidad de la montaña, donde las gentes de las sierras pirenaicas soportan bajas temperaturas (hasta -30 °C en alguna ocasión) en los largos inviernos. Los cortos veranos son suaves, aunque la altitud de las distintas comarcas y su orientación hacia el norte o hacia el sur hace que la meteorología de estas montañas no sea uniforme.
El término municipal de Artieda se ve atravesado por el río Aragón, con origen en Somport, que se sumerge en el embalse de Yesa, desde donde sus aguas son trasvasadas hacia las Bardenas, para después continuar por Navarra hasta desembocar en el río Ebro.
El sendero turístico GR-63.3, que discurre sobre el mismo jacobeo Camino Aragonés, atraviesa igualmente la localidad. Con todo, habitualmente, suele ser lugar de "parada y fonda" en la ruta a Santiago por lo que gestiona un albergue municipal para dar acogida a los peregrinos, en el antiguo convento contiguo a la parroquia.

## Historia
De una primera época se conservan varios yacimientos romanos, como el de la ermita de San Pedro, y algunos tramos empedrados de la antigua calzada romana, de la cual quedan restos que discurrían por la Canal de Berdún, desde Sabiñánigo-Jaca a Pamplona. Los yacimientos arqueológicos más importantes encontrados por las prospecciones de Beltrán y Osset en 1962 se sitúan en las partidas de Campo de Royo, Forau de la Tuta (con una extensión de cuatro hectáreas), Viñas del Sastre y Corrales de Villasués. Con vestigios de fortificaciones, muros, fosos, puertas y restos como columnas, capiteles corintios o mosaicos policromados. En Arrienda se excavó parte de una villa con patio porticado, de los siglos I y II d. C.
Situado entre Mianos y Ruesta, el núcleo antiguo se documenta desde el siglo X, más abajo de su actual ubicación, en la ribera del río Aragón, flanqueando el Camino de Santiago. En él se localizaba la iglesia de Santa María, antigua parroquial, y las casas del pueblo, distribuidas a lo largo del camino. Aparece citado en una falsificación del año 842, en el 919, cuando sus  vecinos pagaban diezmos al monasterio de San Salvador de Leire, y en 1098, relacionándose su iglesia como pertenencia del citado cenobio. En 1204 el obispo de  Pamplona donó la iglesia de Artieda a Santa Cristina de Somport y, en 1206, hizo lo propio con el hospital.
Desde el siglo XI, Artieda fue villa real entregada en tenencia a  sucesivos señores. Se constituye villa en 1276, para convertirse en merindad de Jaca 
en 1387. Entre 1200 y 1381, el lugar o el beneficio de sus rentas fue  entregado en feudo a diversos nobles. En 1381, el rey Pedro IV vendió a Pedro Jordán de Urriés, señor de  Ayerbe, el castillo y villa de Artieda. En 1610 y 1785 consta como realengo.
En alguna de las invasiones navarras, seguramente en la de 1136 o 1283, el antiguo pueblo de Artieda, junto al camino jacobeo, debió ser destruido por  completo, decidiéndose su reconstrucción en un lugar más protegido. 
El nuevo núcleo, se construyó sobre la colina, rodeado por un cinturón de manzanas y  casas que configuraban el cerco defensivo. En el centro, el núcleo señorial incluía la nueva parroquial de San Martín, una torre, el antiguo hospital, el horno y la plaza. La Iglesia de San Martín, de origen románico (siglo XII), fue ampliada en el siglo XVII. En la capilla de la  Virgen del Rosario se guarda el retablo y la imagen del Santo Cristo, obra del siglo XVI. En su exterior destaca el atrio y la torre de  sillería, con una vistosa escalera de caracol adosada. También son relevantes el antiguo Palacio de los Pagos o Diezmos y la Casa del Hospital, con  elementos renacentistas y neoclásicos.
En su  término se hallaban las ermitas de San Pedro, San Babil, San Lorenzo, Santa Lucía, Santa Cruz y San Tornil (San Saturnino, siglo XII). Acercándose al río y al Camino de Santiago, se encontraban las desaparecidas aldeas de Villarrués (hacia Mianos) y de Arrienda o Rienda (hacia Ruesta). Así como restos arqueológicos de la calzada romana Jaca-Pamplona; y de varios asentamientos  romanos (capitel de la ermita de San Pedro, mosaicos en la Cantera de Gimeno, y partidas de Campo del Royo, Forao de la Tuta, Viñas del Sastre y Casalones de Viasués).
De la Edad Media se sabe que cambió de manos reales a señoriales, perteneciendo al monasterio de Leire desde el año 919, por lo menos, ya que en esa fecha se sabe que Artieda paga su diezmo al monasterio navarro.
La impronta medieval de este núcleo puede verse en sus casas. Sin embargo, los edificios renacentistas y neoclásicos también se dejan ver, llamando la atención la Casa de los Diezmos y la Casa del Hospital.

## Demografía
Artieda cuenta con una población de 86 habitantes (INE 2024).
| Gráfica de evolución demográfica de Artieda entre 1842 y 2021                                                       |
| |
| Población de derecho según los censos de población del INE Población de hecho según los censos de población del INE |

Para hacer frente a la disminución de población se ha puesta en marcha la iniciativa "Impulsa Artieda".

## Economía
La población de Artieda vive gracias a la agricultura y a la ganadería, mayoritariamente éste es el principal medio de subsistencia. También hay pequeños huertos con cultivos que pueden sustituir la compra de algunos de los elementos más básicos, como pueden ser lechugas, patatas, tomates...
Otra forma más reciente de ganarse la vida en esta bella población es el turismo rural, gracias a la existencia de un albergue para peregrinos y de una casa rural para todo aquel que quiera alojarse en un acogedor espacio.

## Administración y política

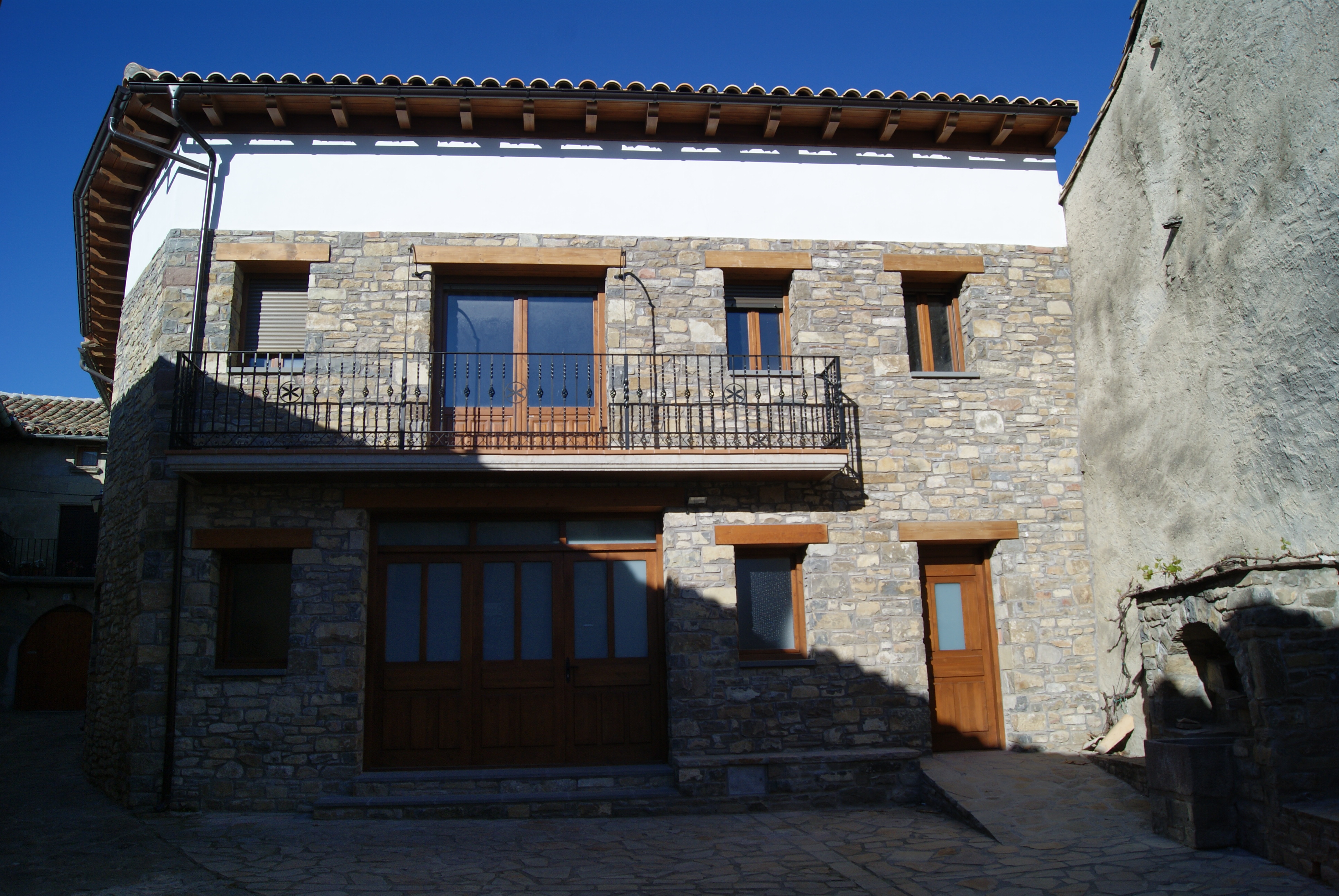
Sede del Ayuntamiento de Artieda

| Periodo   | Nombre                        | Partido | Partido                                            |
| --------- | ----------------------------- | ------- | -------------------------------------------------- |
| 1979-1983 | David Solana García           |         | Unión de Centro Democrático (UCD)                  |
| 1983-1991 | Alfredo Federico Solano Calvo |         | Partido de los Socialistas de Aragón (PSOE-Aragón) |
| 1991-1995 | José María López Gil          |         | Candidato independiente                            |
| 1995-1999 | Alfredo Federico Solano Calvo |         | Chunta Aragonesista (CHA)                          |
| 1999-2007 | Luis Javier Solana Garcés     |         | Chunta Aragonesista (CHA)                          |
| 2007-2015 | Javier Jiménez Puente         |         | Chunta Aragonesista (CHA)                          |
| 2015-2027 | Luis Javier Solana Garcés     |         | Chunta Aragonesista (CHA)                          |

| Partido político    | Partido político                                   | 2003   | 2007   | 2011   | 2015   | 2019   | 2023   |
| Partido político    | Partido político                                   | Ediles | Ediles | Ediles | Ediles | Ediles | Ediles |
|                     | Chunta Aragonesista (CHA)                          | 5      | 5      | 2      | 2      | 3      | 3      |
|                     | Puyalón                                            | —      | —      | 1      | 1      | —      | —      |
|                     | Partido de los Socialistas de Aragón (PSOE-Aragón) | 0      | 0      | 0      | 0      | 0      | 0      |
|                     | Partido Popular de Aragón (PP)                     | 0      | 0      | 0      | 0      | —      | 0      |
|                     | Izquierda Unida (IU)                               | —      | —      | 0      | —      | —      | —      |
| Total de concejales | Total de concejales                                | 5      | 5      | 3      | 3      | 3      | 3      |

## Patrimonio

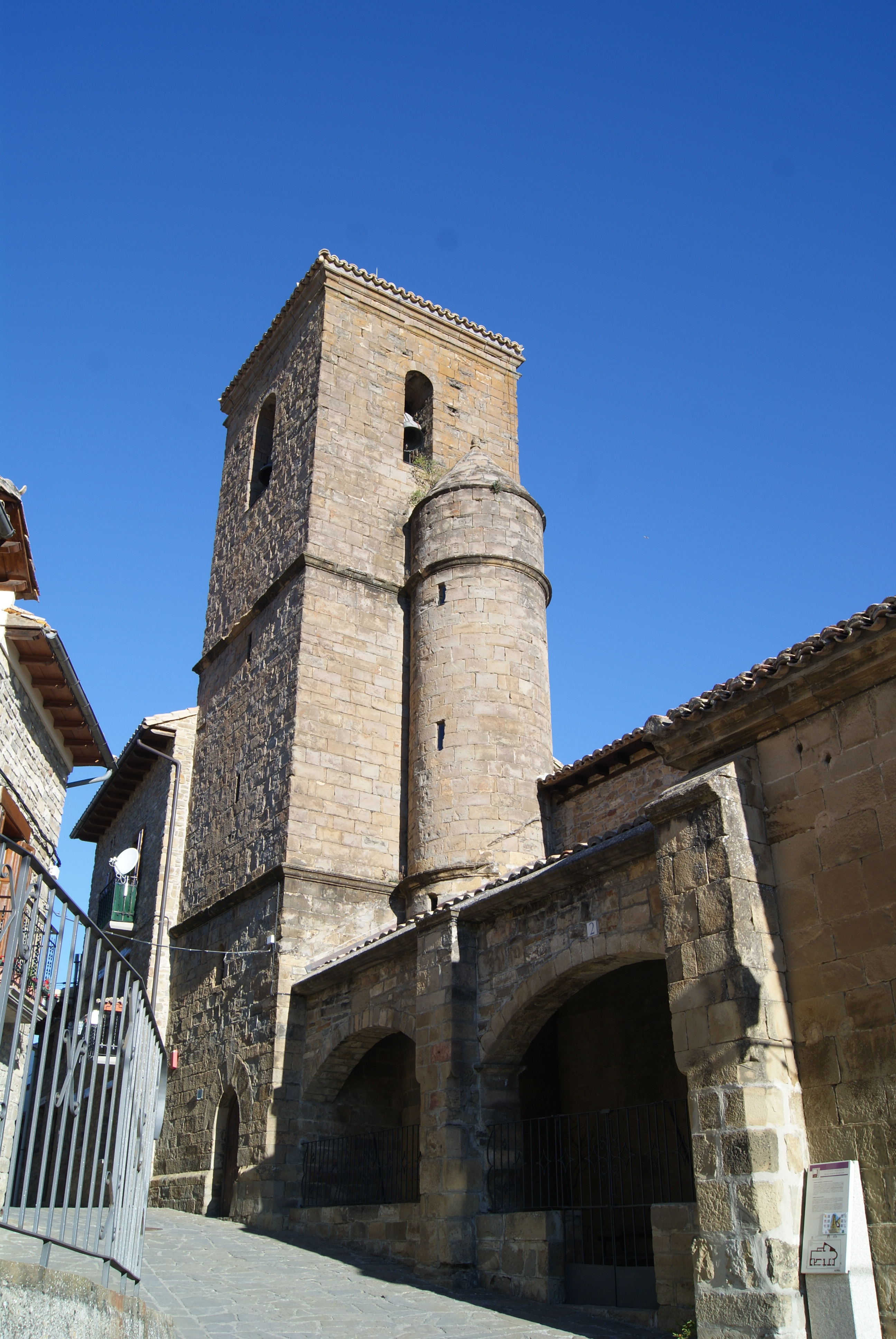
Iglesia parroquial de San Martín.

La arquitectura popular es montañera, rima con la altoaragonesa. A fin de cuentas, éstas son rutas de la Alta Zaragoza.
La iglesia parroquial está dedicada a San Martín. El edificio parroquial tiene la fábrica de sillería, con portada sencilla en uno de los laterales de su única nave. La torre sube cuadrada a los pies del templo, consta de tres cuerpos iguales, separados por una imposta lisa.
Es un edificio románico donde se conserva el ábside circular, con visibles reformas procedentes del siglo XVI, momento en el que se añadieron dos capillas a modo de crucero por ambos lados. La de capilla de la epístola, de planta cuadrada, cubierta con bóveda de crucería estrellada, y la del Evangelio con bóveda de arista. La nave se cubre con bóveda de cañón, encamonada. A los pies se alza el coro sobre entramado de madera.
Los retablos, así como las piezas de orfebrería, corresponden en su mayor parte a los siglos XVI y XVII.
Además de la iglesia parroquial de San Martín, en el término municipal se levantaron las ermitas de San Pedro, San Babil, Santa Lucía, Santa Cruz y San Tornil. A la ermita de San Pedro se va en romería el día de la Pascua de Pentecostés. Se realiza una comida típica que se comparte con todo el pueblo.
Otro edificio importante es la Casa de los Diezmos, que fue una donación por disposición del rey Sancho Garcés I de Pamplona y la reina Toda, el 18 de marzo de 918. El lugar era de realengo a principios del siglo XI, según documentos datados entre 1020 y 1030 en que se cita al señor Enneco Galindonis de Artieda.
El conjunto urbano de Artieda conserva el aspecto medieval y destaca también el empedrado de las calles.

### Hospital de Artieda
Existía en la población a pie de camino destruida en 1137. Fue reconstruido en el interior del nuevo núcleo, en la colina. En 1204 el obispo de Pamplona donó a Santa Cristina de Somport la iglesia de Artieda y, en 1206, el hospital. Los de Santa Cristina lo mantenían con las rentas que obtenían del arriendo de sus propiedades en la villa, así como de la explotación de un horno de pan y de un molino harinero. Y era gestionado por una cofradía local de Santa Cristina.

## Tradiciones
En enero es costumbre realizar la cabalgata de Reyes para los más pequeños, con recogida de cartas en la plaza del pueblo. 
En febrero se hace la fiesta del Carnaval, en la que pequeños y mayores se disfrazan para disfrutar de esta fecha. Los mozos del pueblo pasan por las casas pidiendo aportaciones para la cena posterior. 
En Semana Santa se realizan las procesiones de Domingo de Ramos con ramas de olivo bendecidas, el Viernes Santo se realiza el Vía Crucis con paradas en las casas del pueblo donde se ponen sábanas blancas en el balcón. Por último, en el Domingo de Resurrección se toca a misa con "carraclas". 
El Domingo de Pentecostés se realiza una comida popular en la ermita de San Pedro. 
El 11 de noviembre, día de San Martín, se celebra una comida popular en la plaza del pueblo. 
En Nochebuena se hace una hoguera en la plaza del pueblo en la que, al calor de la misma, los lugareños comen embutidos asados y beben vino quemado o poncho.

## Fiestas
- Romería a la ermita de San Pedro, el día de Pascua de Pentecostés.
- San Lorenzo, el 10 de agosto (patronales).
- San Martín, el 11 de noviembre.
- Cada verano la organización juvenil Purna y la asamblea de jóvenes de Artieda Aturando Yesa organizan en el pueblo el festival político-musical Esfendemos a Tierra.

## Galería de imágenes

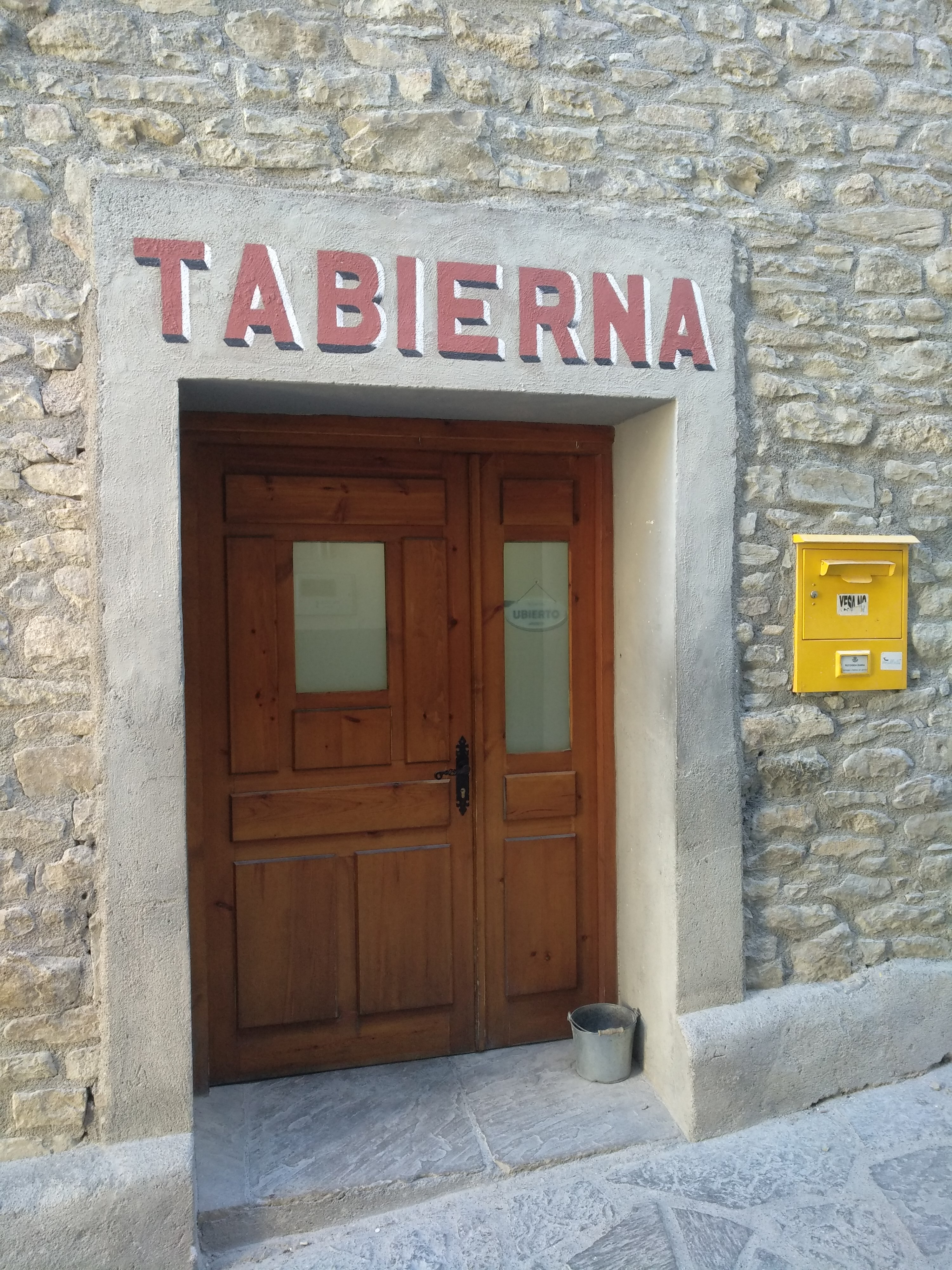
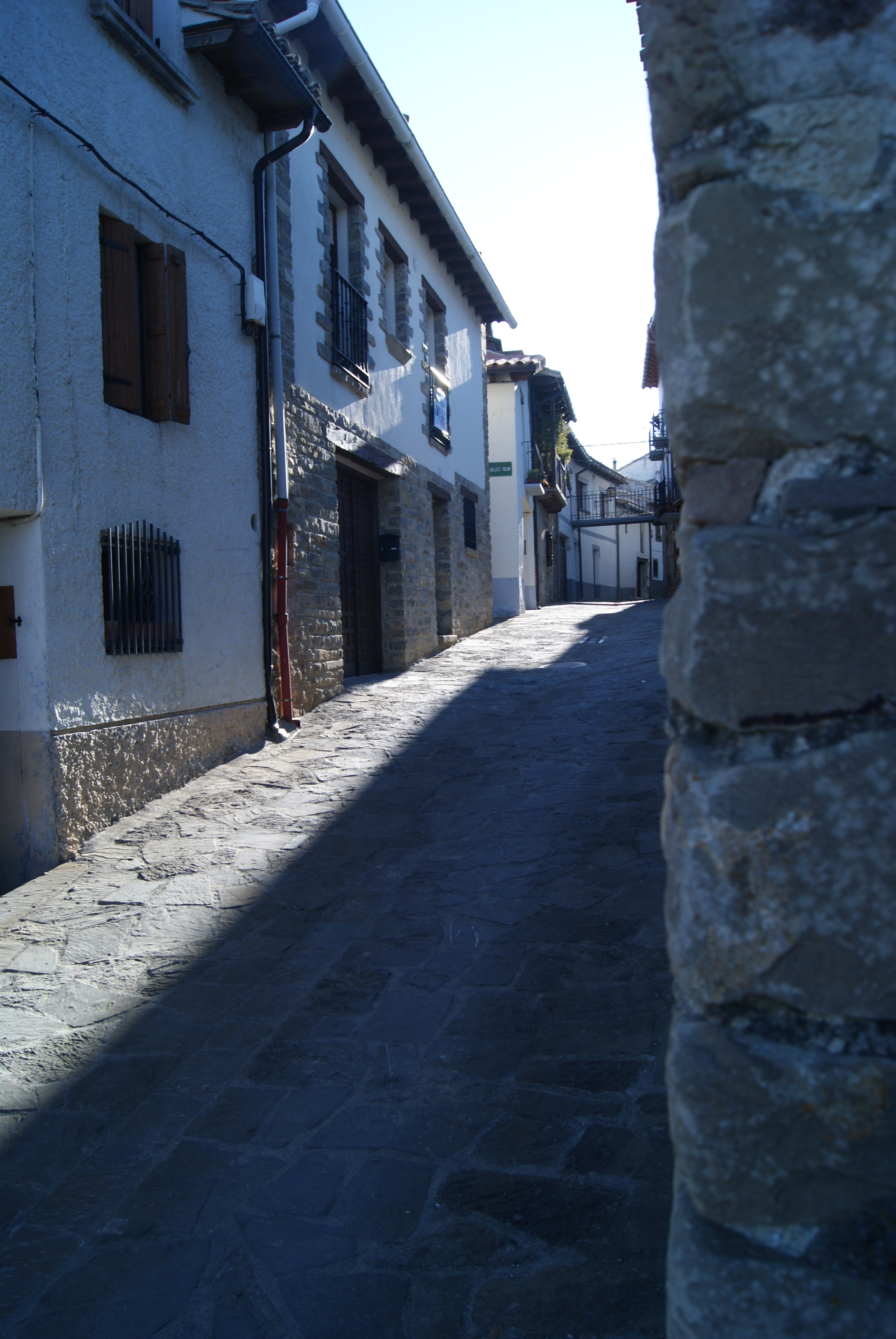
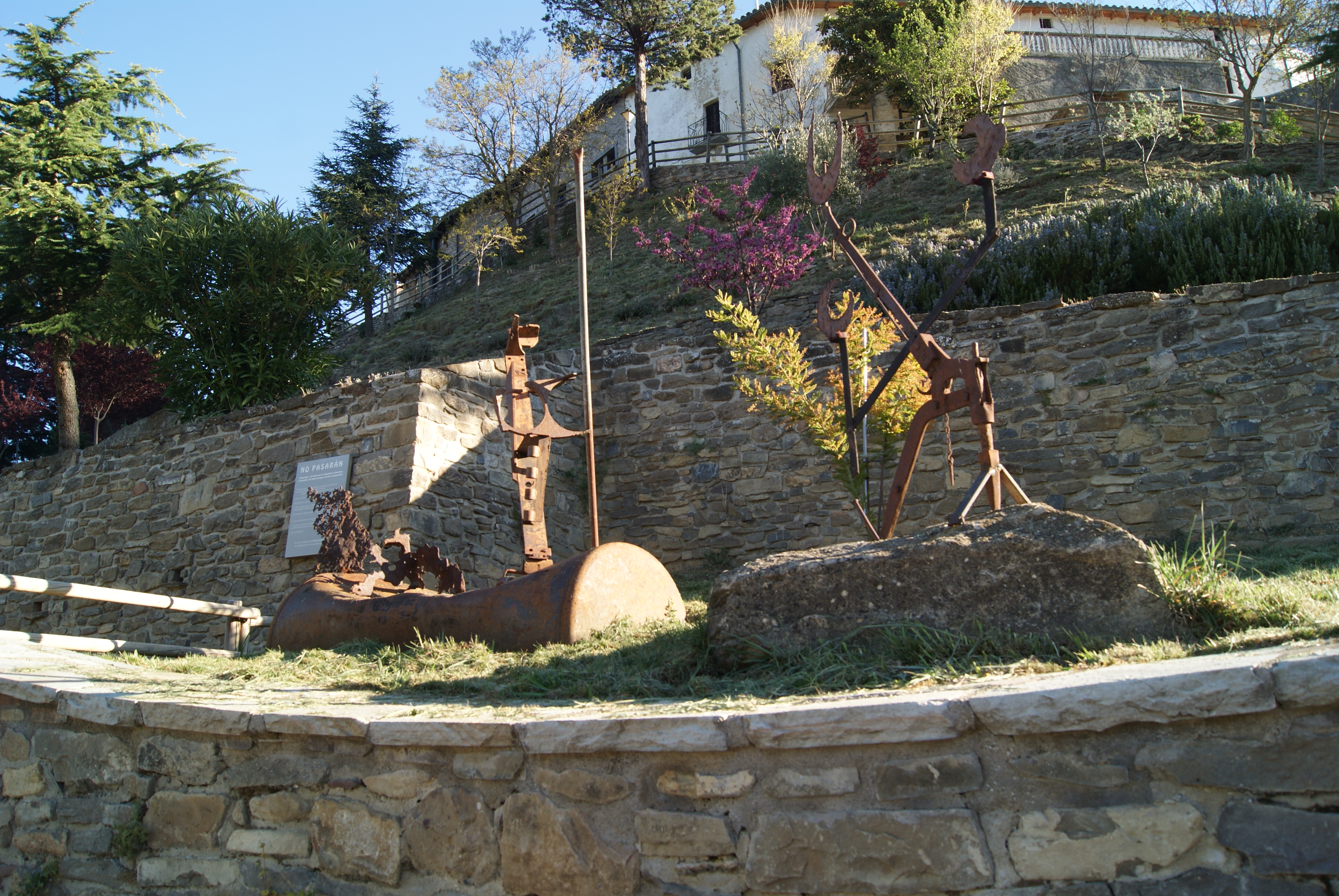
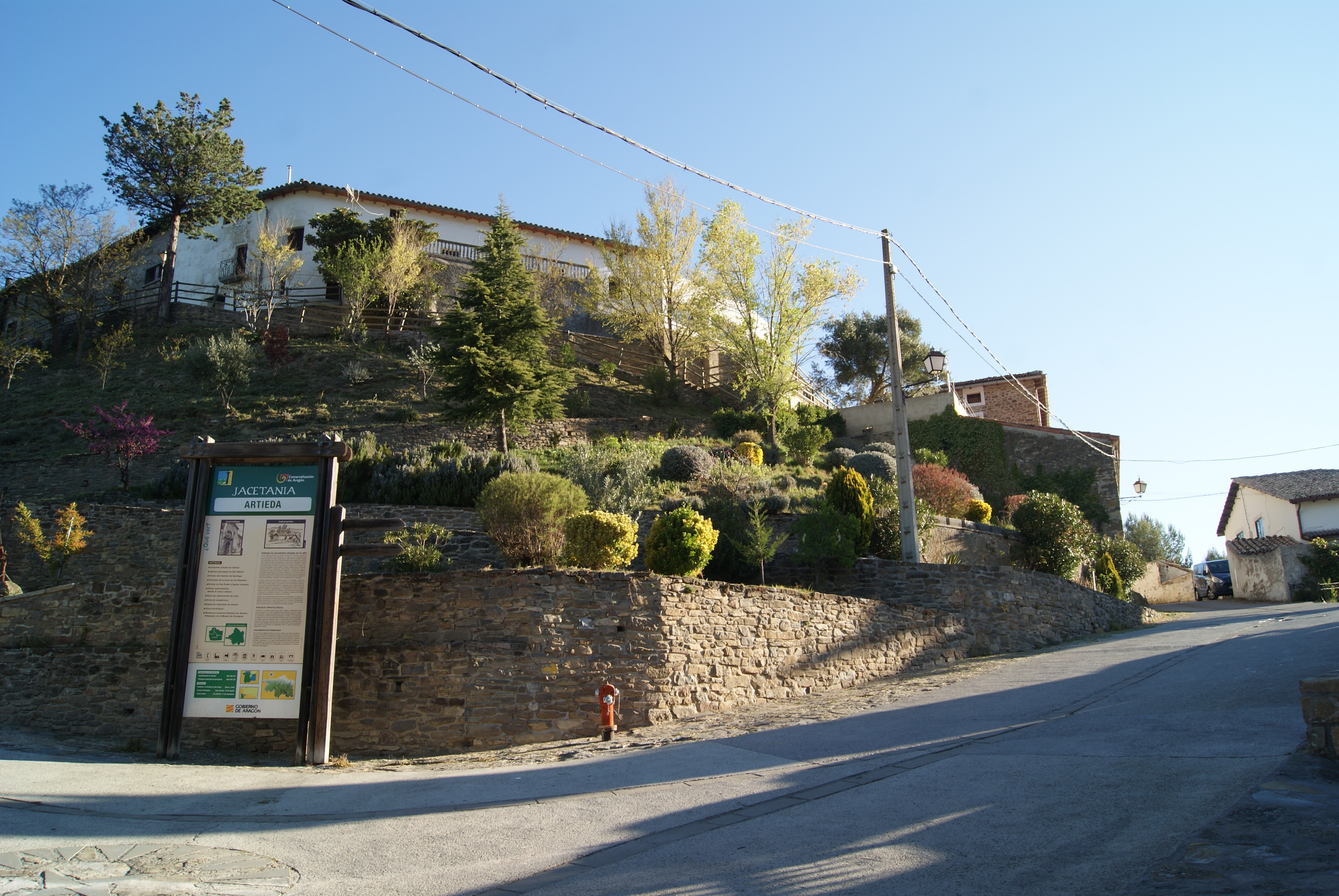
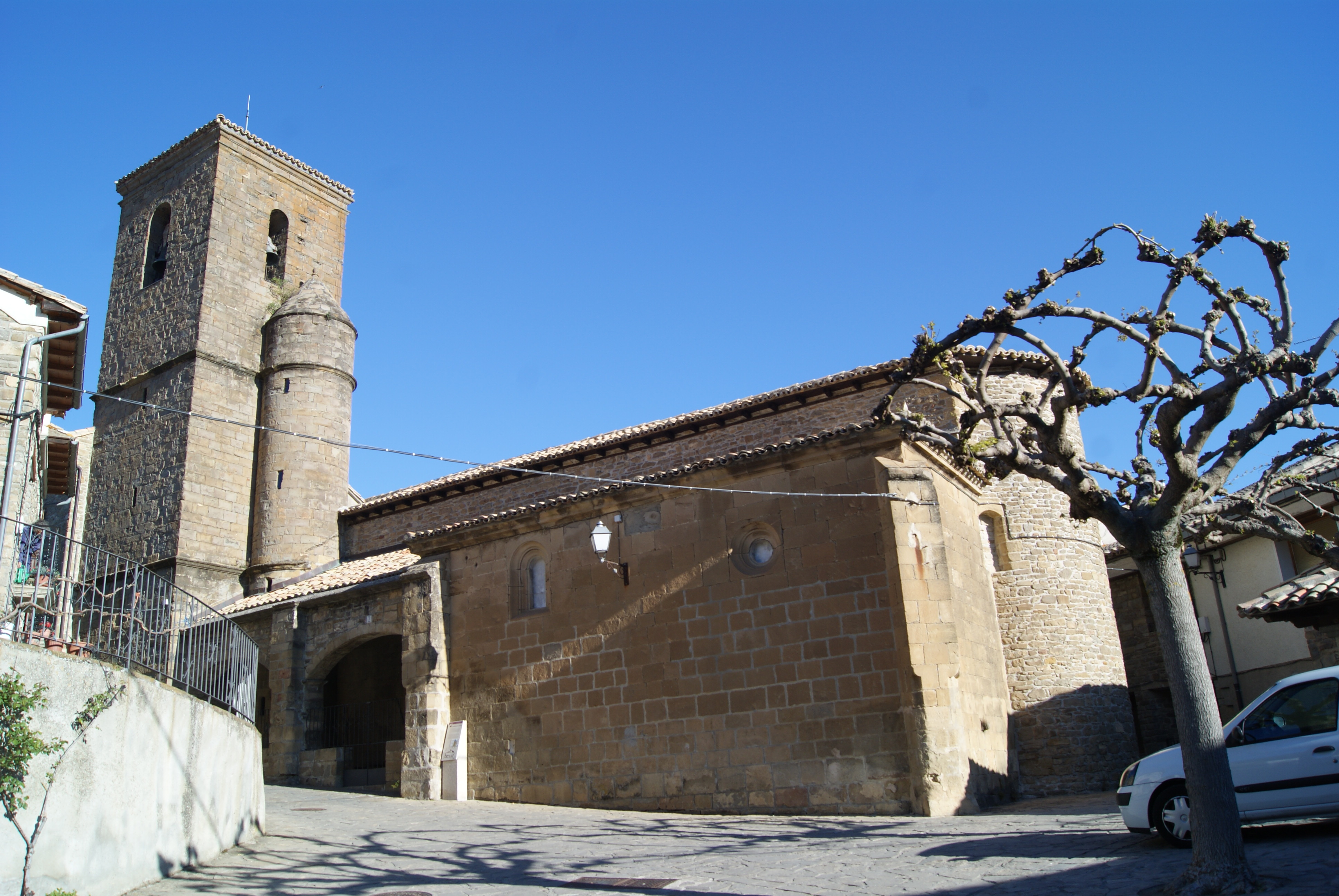
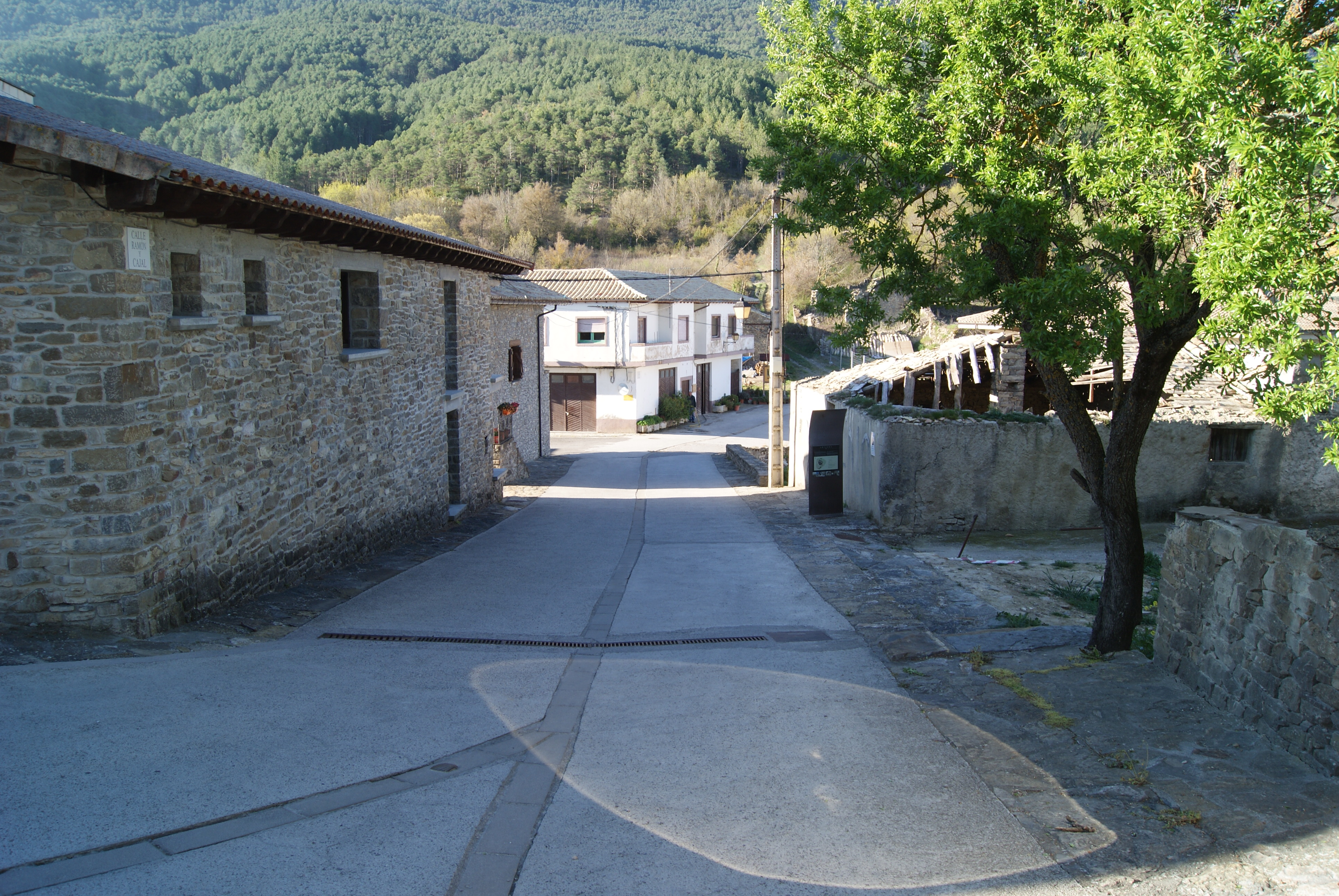
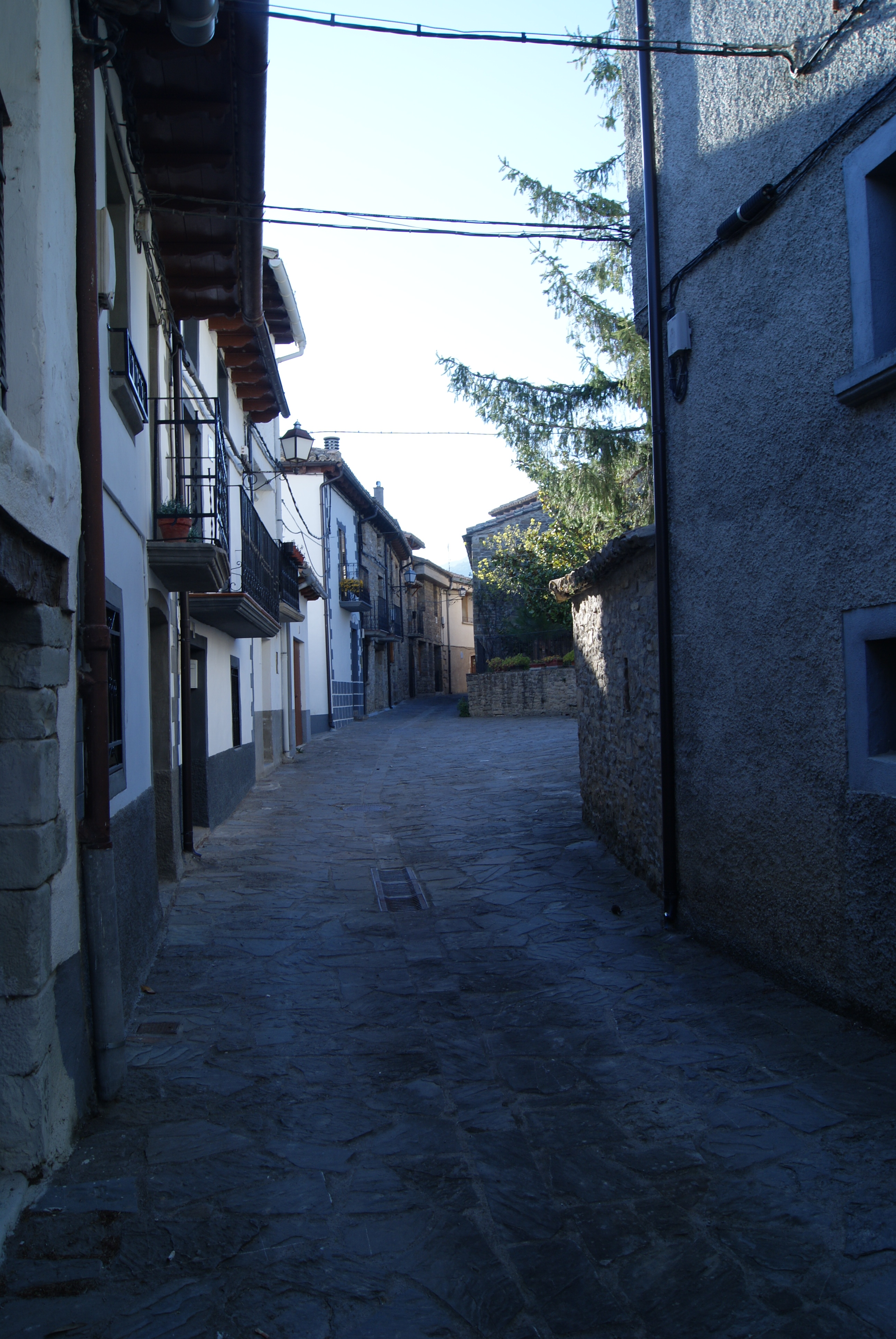
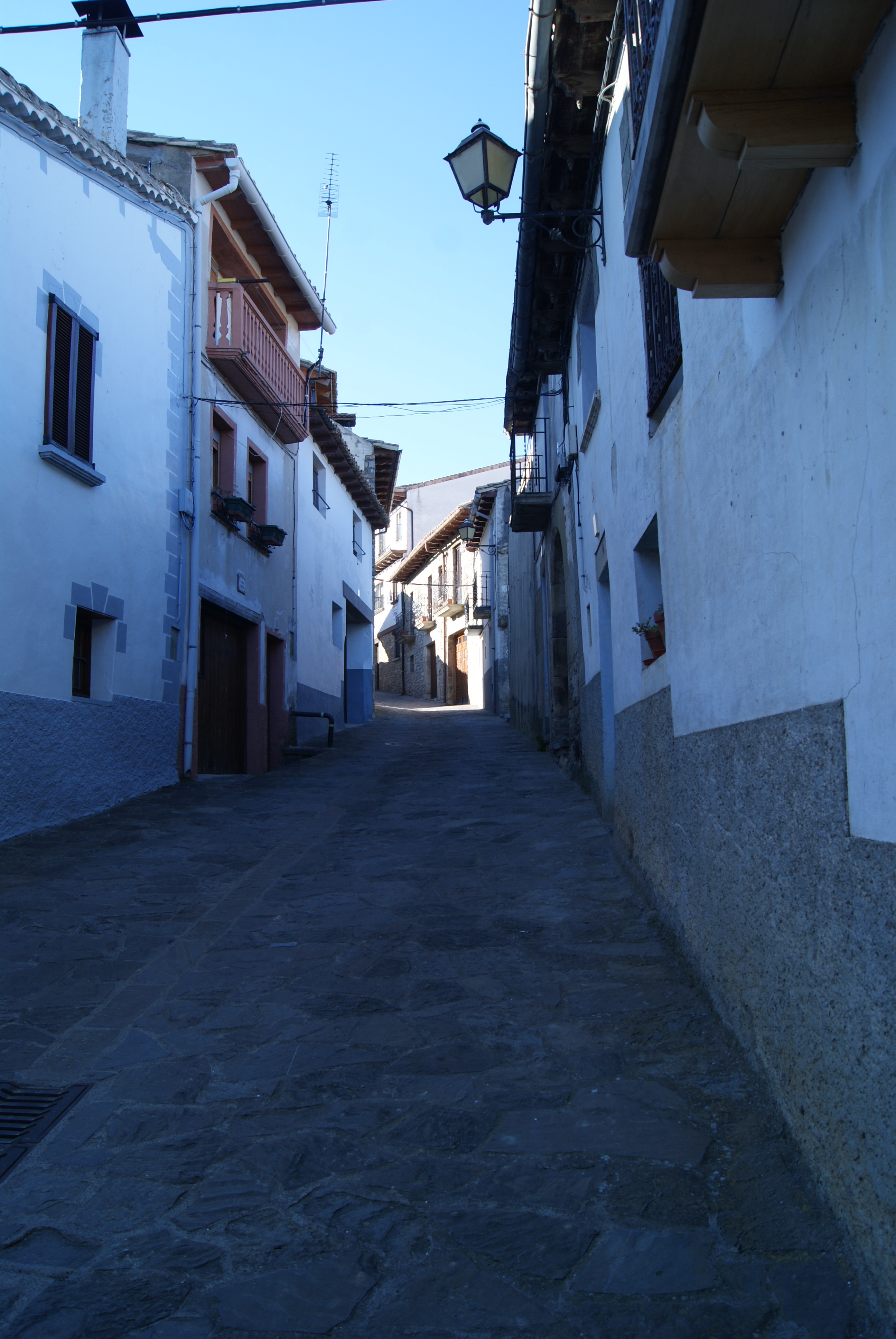
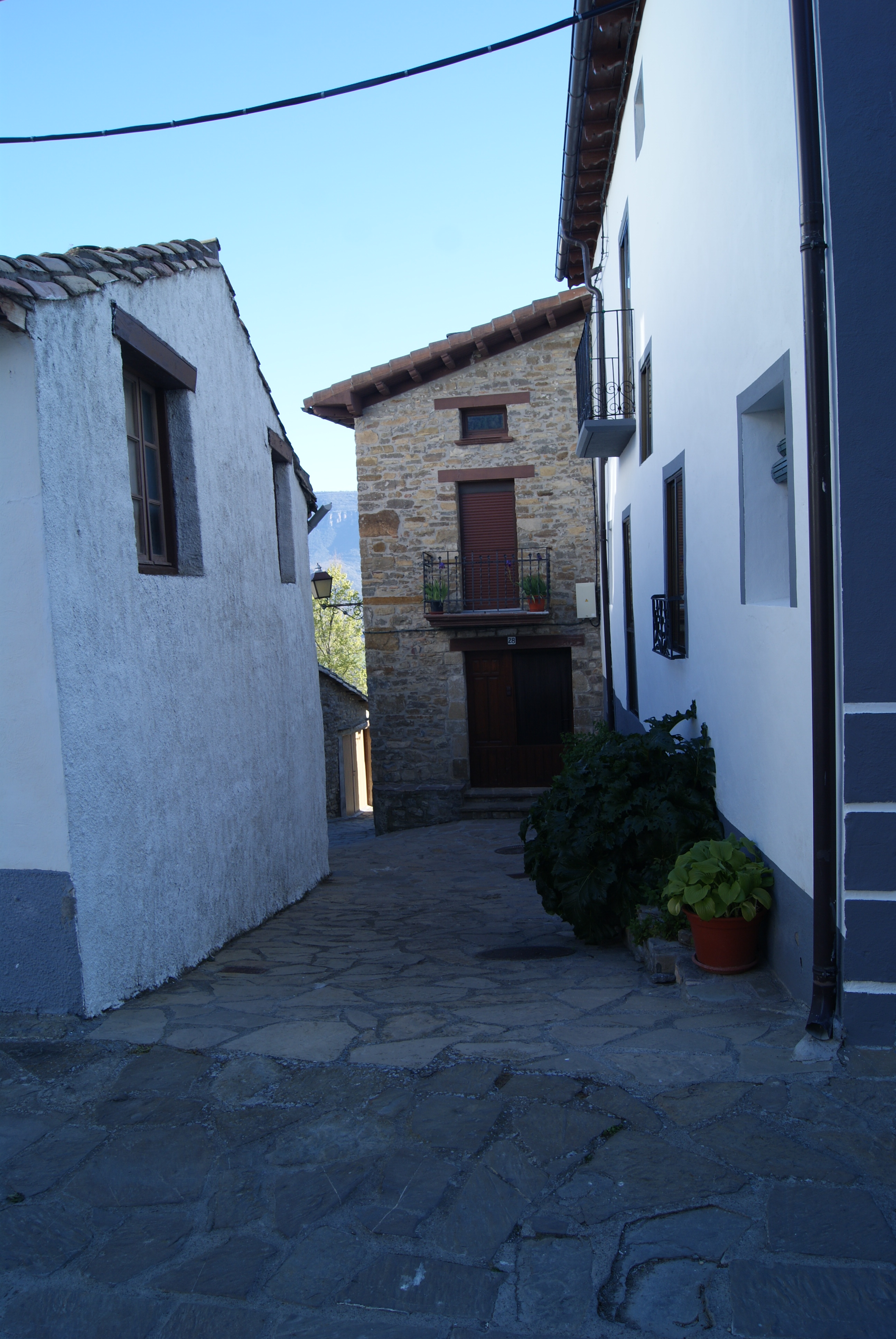
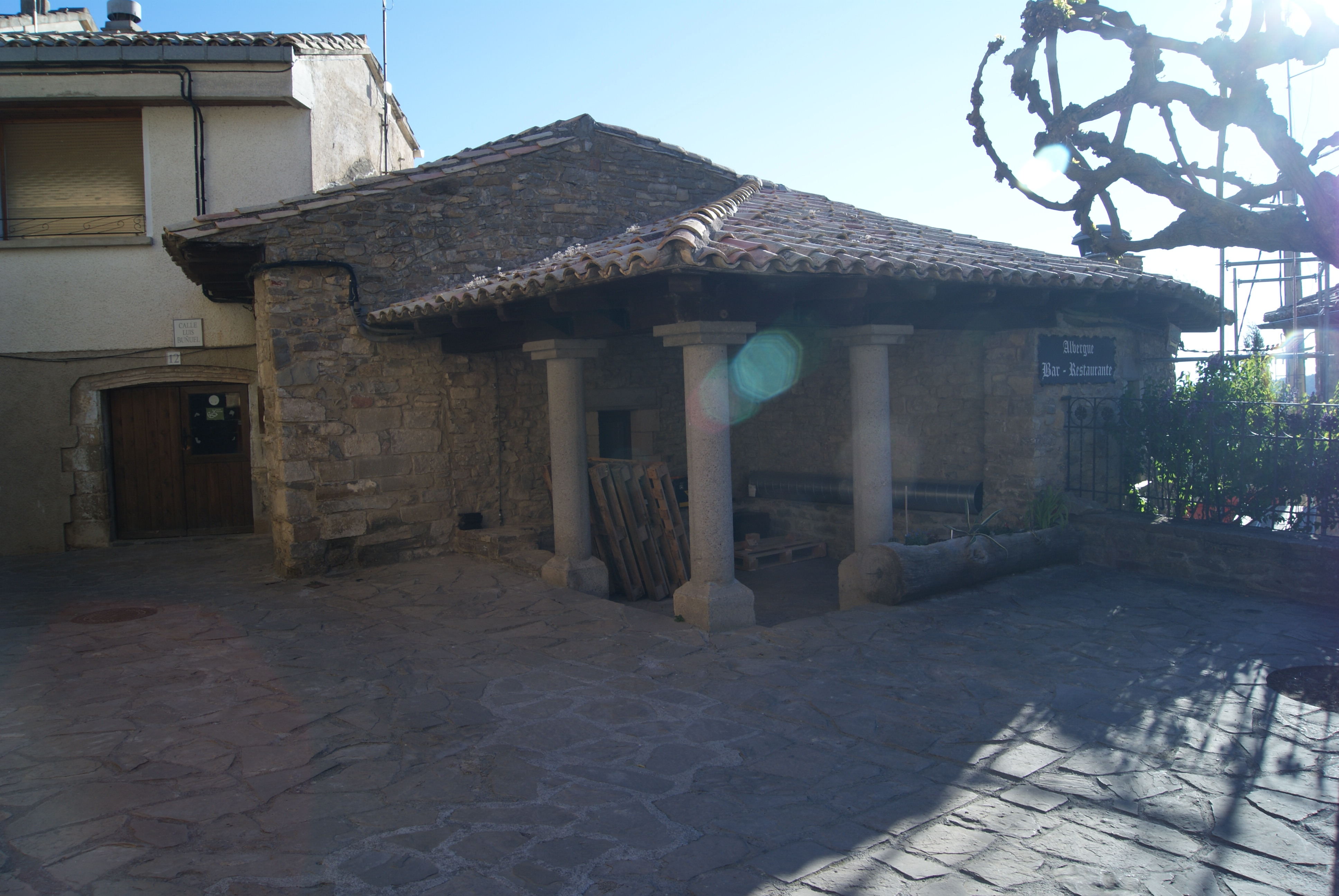
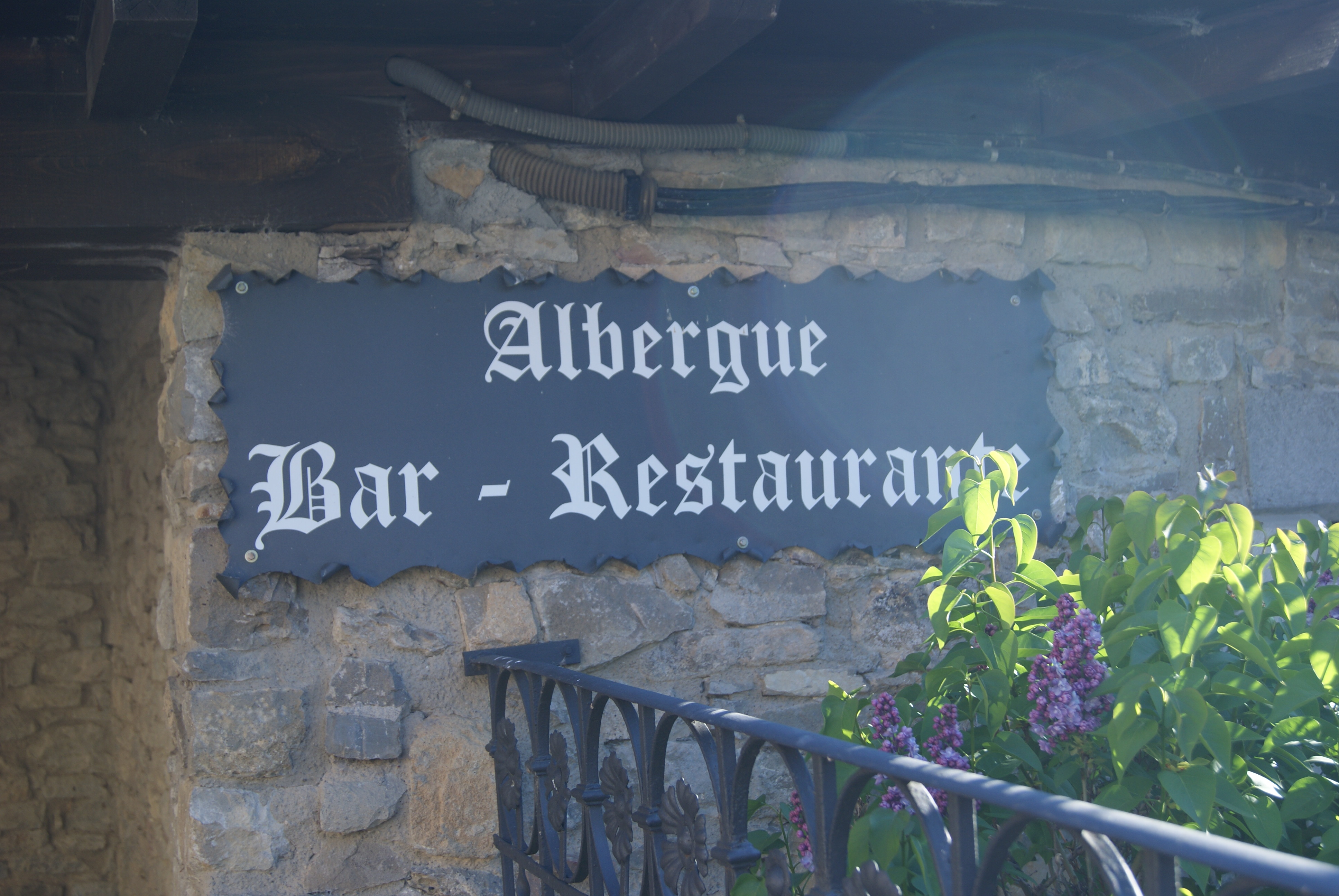
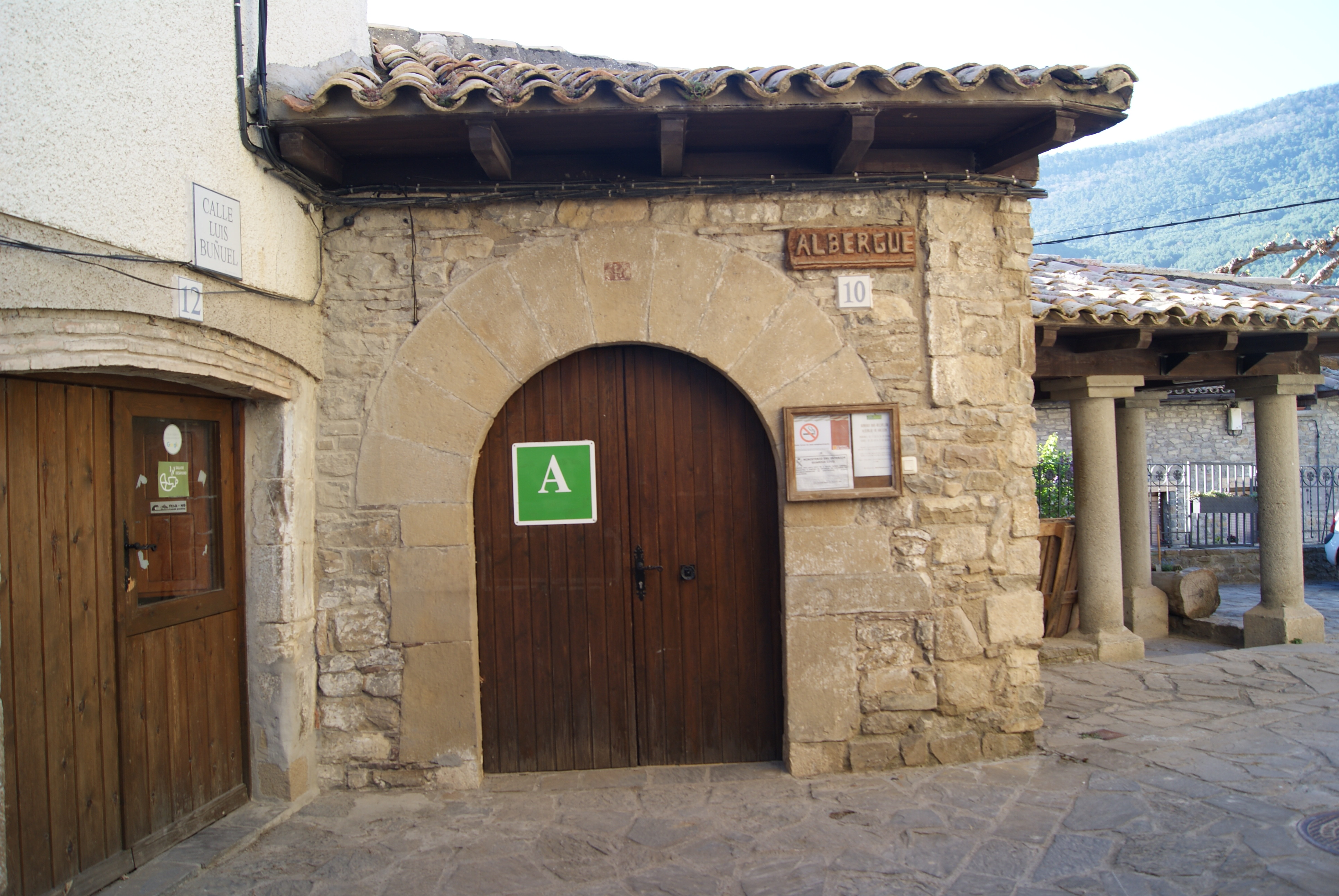